# Ángel Díaz Huertas
Carlos Ángel Díaz Huertas (Córdoba, 1866-Dos Hermanas, 1937) fue un pintor e ilustrador español.

## Biografía
Nació en 1866 en Córdoba. Su padre, Abelardo Díaz, tenía una imprenta llamada El Guadalquivir en la calle Pescadores, 17, y era director de un periódico en la ciudad. Con siete años su familia se trasladó a Madrid, donde consiguió un reconocimiento temprano al ganar un concurso de dibujo a los doce años, lo que le estimuló para cursar estudios en la Escuela de Bellas Artes de San Fernando, que alternaba con clases de dibujo en el Círculo de Bellas Artes y con sesiones particulares en el estudio del catalán José Sandó. A partir de 1899 habría sido miembro de la Asociación de la Prensa de Madrid. Contrajo matrimonio con la cordobesa Genoveva del Álamo, con la que tuvo cuatro hijos.

### Ilustrador

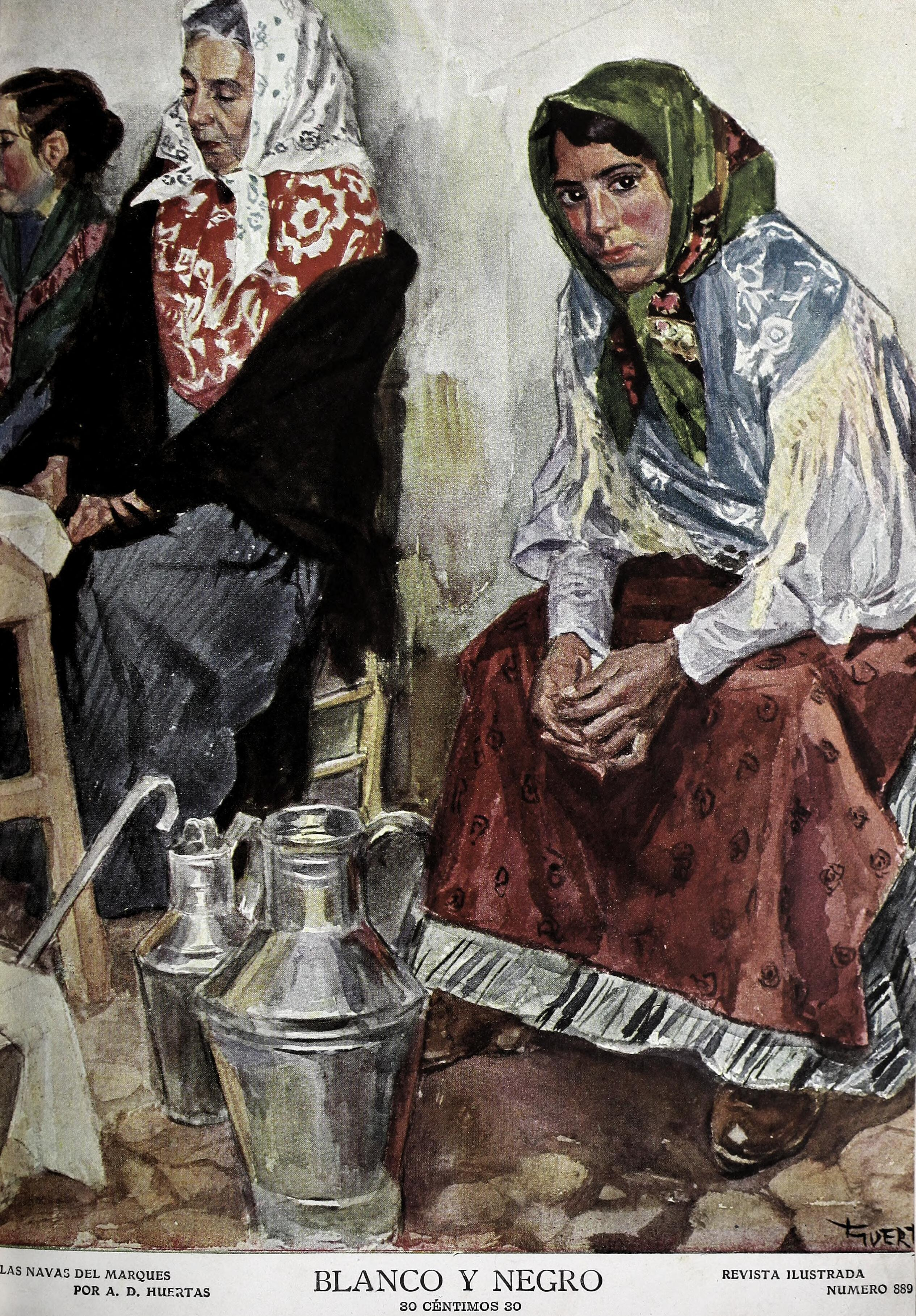
«Las Navas del Marqués». Ilustración de A. D. Huertas para una portada de la revista Blanco y Negro (16 de mayo de 1908).

Sus ilustraciones pronto fueron publicadas revistas de la época como La Esfera, La Ilustración Española y Americana y La Ilustración Ibérica. En 1891 aparece el primer número de la revista Blanco y Negro, fundada por Torcuato Luca de Tena y cuyo título fue sugerido por el artista, que contaba con una ilustración suya que apareció en la revista durante todo un año. Desde entonces, y a lo largo de tres décadas, fue un activo colaborador de la revista. También trabajó como ilustrador de libros para la Editorial Calleja.
Francesc Fontbona en su ensayo sobre La ilustración gráfica, sostiene que Huertas «representa en Madrid un realismo aplomado y bien resuelto que no peca en exceso de nada, ni de deficiencias ni de genialidades».
Llegó a recibir una oferta de Rubén Darío para trabajar en Nicaragua en la revista Magazine, pero la rechazó por no querer salir de España.

### Pintor
Huertas también alcanzó relevancia en la pintura, consiguiendo medallas en las Exposiciones Nacionales de 1889, con su obra Revoltosos, en la de 1901, con el lienzo En la Sala de Expósitos, y en la convocatoria de 1904. En el Real Círculo de la Amistad de Córdoba destacan especialmente una serie de cuadros simbólicos de Huertas, que hacen referencia a «Los Cinco Sentidos», que según el crítico de arte Francisco Zueras, «son todo un alarde de dominio pictórico, de conocimiento de la naturaleza y de perfección del dibujo, arquetipos todos ellos de la estética de la llamada Belle Epoque, tan llena de poesía». También la revista Blanco y Negro publicó una serie de postales de estilo costumbrista realizadas por él.
En 1902 fue nombrado profesor auxiliar interior de Dibujo de Figura en la enseñanza elemental de Bellas Artes del Instituto General y Técnico de Córdoba, y el mismo cargo en la Escuela Superior de Artes Industriales.

### Fallecimiento
Su amistad con los hermanos Álvarez Quintero hizo que se trasladara hasta Utrera durante algún tiempo. Más tarde se trasladó hasta Dos Hermanas y Córdoba. Con el estallido de la guerra civil española regresó a Dos Hermanas, donde falleció en marzo de 1937.